# 自由自治
自由自治（じゆうじち）は明治初年の自由民権運動の高まりの中で、秩父事件の参加者が使用した私年号。1884年（明治17年）。
同年は群馬事件、加波山事件、秩父事件、飯田事件、名古屋事件と全国で「激化事件」が起こった年である。

## 西暦・干支との対照表
| 自由自治 | 元年   |
| 西暦     | 1884年 |
| 干支     | 甲申   |
| 明治     | 17年   |